# 프란시스코 누녜스 로드리게스
프란시스코 누녜스 로드리게스(스페인어: Francisco Núñez Rodríguez 프란시스코 누녜스 로드리게스[*], 1902년 - 1972년)는 스페인의 전 총리로, 한때 적도기니의 국가 원수이기도 했다.

## 일생
그는 스페인 라코루냐의 페롤에서 태어났다. 그는 마리아 루이사 로페스와 결혼했으나, 곧바로 이혼하였다. 독립 후 그는 적도기니 국가 원수직에서 물러났다.
그는 1972년 사망했다.